# فرانك باستور
فرانك باستور (بالألمانية: Frank Pastor)‏ (7 ديسمبر 1957 - ) هو لاعب كرة قدم ألماني (وحمل سابقاً جنسية ألمانيا الشرقية) في مركز الهجوم. شارك مع منتخب ألمانيا الشرقية الأولمبي لكرة القدم ومنتخب ألمانيا الشرقية لكرة القدم. أما مع النوادي، فقد لعب مع دينامو برلين ونادي ترغكانو ونادي فينر ونادي هالشر وهيرتا زيهلندورف وSV Germania Schöneiche ‏ وفيينا سبورت كلوب ‏.

## وصلات خارجية
- فرانك باستور على موقع قاعدة بيانات كرة القدم.إي يو (الإنجليزية)
- فرانك باستور على موقع بيانات كرة القدم. دي إي (الألمانية)
- فرانك باستور على موقع ناشيونال فوتبول تيمز (الإنجليزية)
- فرانك باستور على موقع عالم كرة القدم.نت (الإنجليزية)